# Ryōseibai
Ryōseibai (両成敗?) è il secondo album del gruppo rock giapponese Gesu no Kiwami Otome, pubblicato il 13 gennaio 2016 da Warner Music Japan.
L'album contiene i singoli pubblicati nel 2015 e presenta una gamma diversificata di generi rock, jazz rock, math rock, hip-hop e progressive, e ha ricevuto recensioni positive da diversi critici musicali.
È stata anche la prima volta della band in cima alle principali classifiche musicali, sia come singolo che come album.

## Produzione e background
Ryōseibai è stato pubblicato un anno e due mesi dall'album precedente, Miryoku ga Sugoi yo. L'uscita dell'album è stata annunciata il 30 ottobre 2015, mentre le informazioni dettagliate sui brani e sull'ordine delle canzoni sono state diffuse il 19 novembre 2015, seguite dalla foto della copertina dell'album il 15 dicembre 2015. L'album, contiene i singoli del gruppo Watashi igai watashi janai no (私以外私じゃないの?), Pararerusupekku (funky ver.) (パラレルスペック (funky ver.)?), Romansu ga ariamaru (ロマンスがありあまる?), Saidentiti?, サイデンティティ, Otonachikku?, オトナチック, Mukuna kisetsu (無垢な季節?) e 11 nuove canzoni, tutti i testi sono scritti dal frontman del gruppo Enon Kawatani. La traccia principale, Ryōseibaide ī janai (両成敗でいいじゃない?), è stata pubblicata il 1º gennaio 2016 sui siti web di distribuzione musicale.
La band ha terminato la maggior parte delle registrazioni in due settimane a metà agosto 2015, e alcuni dei contenuti di questo periodo sono inclusi nella prima edizione limitata del DVD. Kawatani, nello stesso periodo,  ha anche registrato con gli indigo la End, una band di cui è il frontman, e aveva un programma di lavoro in cui faceva la spola tra le registrazioni delle due band.

## Promozione
Il 16 gennaio 2016, il programma di Space Shower TV, Gesu no Kiwami Otome. Ryōseibai supesharu (ゲスの極み乙女。「両成敗 スペシャル」?), ha presentato contenuti sull'album e sul tour nelle arene della band nell'ottobre 2015. Sono stati trasmessi filmati ravvicinati delle sessioni di registrazione e di altri eventi, e in uno speciale di due ore andato in onda su Music Station il 15 gennaio 2016, il gruppo ha eseguito Romansu ga ariamaru dall'album.
Romansu ga ariamaru è stata utilizzata come sigla del film d'azione fantascientifico del 2015 Strayer's Chronicle.

## Tracce
Testi e musiche di Enon Kawatani.
1. 両成敗でいいじゃない (Ryōseibaide ī janai?) – 3:47
2. 続けざまの両成敗 (Tsudzukezama no ryōseibai?) – 4:53
3. ロマンスがありあまる (Romance ga Ariamaru?) – 3:44
4. シリアルシンガー (Shiriaru Shingā?) – 3:55
5. 勤めるリアル (Tsutomeru Riaru?) – 3:13
6. サイデンティティ (Saidentiti?) – 3:24
7. オトナチック (Otonachikku?) – 4:26
8. id 1 – 2:58
9. 心歌舞く (Kokoro Kabuku?) – 3:42
10. セルマ (Seruma?) – 3:22
11. 無垢 (Muku?) – 1:20
12. 無垢な季節 (Muku na Kisetsu?) – 3:31
13. パラレルスペック (funky ver.) (Parareru Supekku (funky ver.)?) – 5:17
14. いけないダンス (Ikenai Dansu?) – 4:20
15. 私以外私じゃないの (Watashi igai watashi janai no?) – 3:52
16. Mr.ゲスX (Mr. Gesu X?) – 4:25
17. 煙る (Kemuru?) – 3:39

## Classifiche
| Classifica (2016)                   | Posizione massima |
| ----------------------------------- | ----------------- |
| Oricon Japan classifica giornaliera | 1                 |
| Oricon Japan classifica settimanale | 1                 |
| Oricon Japan classifica mensile     | 1                 |
| Billboard Japan Hot 100             | 1                 |
| Billboard Japan Top Albums Sales    | 1                 |